# Motocross-Weltmeisterschaft 2022
Die Motocross-Weltmeisterschaft 2022 war die 66. Saison der Motocross-Weltmeisterschaft.
Die Saison begann am 27. Februar im britischen Winchester und endete am 4. September im türkischen Afyonkarahisar.

## Übersicht

### Rennkalender
| #  | Datum              | Rennen                                  | Ort                 |
| -- | ------------------ | --------------------------------------- | ------------------- |
| 1  | 26.–27. Februar    | Großer Preis von Großbritannien         | Matterley Basin     |
| 2  | 5.–6. März         | Großer Preis der Lombardei              | Mantua              |
| 3  | 19.–20. März       | Großer Preis von Patagonien-Argentinien | Villa La Angostura  |
| 4  | 2.–3. April        | Großer Preis von Portugal               | Águeda              |
| 5  | 9.–10. April       | Großer Preis von Trentino               | Pietramurata        |
| 6  | 23.–24. April      | Großer Preis von Lettland               | Ķegums              |
| 7  | 30. April – 1. Mai | Großer Preis von Italien                | Maggiora            |
| 8  | 14.–15. Mai        | Großer Preis von Sardinien              | Riola Sardo         |
| 9  | 28.–29. Mai        | Großer Preis von Spanien                | Madrid              |
| 10 | 4.–5. Juni         | Großer Preis von Frankreich             | Ernée               |
| 11 | 11.–12. Juni       | Großer Preis von Deutschland            | Teutschenthal       |
| 12 | 25.–26. Juni       | Großer Preis von Indonesien             | Semarang            |
| 13 | 16.–17. Juli       | Großer Preis von Tschechien             | Loket               |
| 14 | 23.–24. Juli       | Großer Preis der Flandern               | Lommel              |
| 15 | 6.–7. August       | Großer Preis von Schweden               | Uddevalla           |
| 16 | 13.–14. August     | Großer Preis von Finnland               | Iitti               |
| 17 | 20.–21. August     | Großer Preis des Charente-Maritime      | Saint-Jean-d’Angély |
| 18 | 3.–4. September    | Großer Preis der Türkei                 | Afyonkarahisar      |

### Punktesystem
Weltmeister wird derjenige Fahrer beziehungsweise Konstrukteur, der in seiner jeweiligen Klasse die meisten Punkte erzielt. Die 20 erstplatzierten Fahrer jedes Rennens erhalten Punkte nach dem folgenden Schema.
| Punkteverteilung | Punkteverteilung | Punkteverteilung | Punkteverteilung | Punkteverteilung | Punkteverteilung | Punkteverteilung | Punkteverteilung | Punkteverteilung | Punkteverteilung | Punkteverteilung | Punkteverteilung | Punkteverteilung | Punkteverteilung | Punkteverteilung | Punkteverteilung | Punkteverteilung | Punkteverteilung | Punkteverteilung | Punkteverteilung | Punkteverteilung |
| ---------------- | ---------------- | ---------------- | ---------------- | ---------------- | ---------------- | ---------------- | ---------------- | ---------------- | ---------------- | ---------------- | ---------------- | ---------------- | ---------------- | ---------------- | ---------------- | ---------------- | ---------------- | ---------------- | ---------------- | ---------------- |
| Platz            | 1                | 2                | 3                | 4                | 5                | 6                | 7                | 8                | 9                | 10               | 11               | 12               | 13               | 14               | 15               | 16               | 17               | 18               | 19               | 20               |
| Punkte           | 25               | 22               | 20               | 18               | 16               | 15               | 14               | 13               | 12               | 11               | 10               | 9                | 8                | 7                | 6                | 5                | 4                | 3                | 2                | 1                |

In die Fahrerwertung fließen alle von dem jeweiligen Fahrer erzielten Punkte ein. In die Konstrukteurswertung fließen für jedes Rennen die durch den jeweils bestplatzierten Fahrer erzielten Punkte ein, der für den Konstrukteur startet.

## MXGP

### Rennergebnisse
| #  | Datum  | Grand Prix        | Ort                 | Grand Prix        | Grand Prix        | Grand Prix       | Sieger            | Sieger            | Gesamtführung | Gesamtführung |
| #  | Datum  | Grand Prix        | Ort                 | Erster Platz      | Zweiter Platz     | Dritter Platz    | Rennen 1          | Rennen 2          | Fahrer        | Konstrukteur  |
| -- | ------ | ----------------- | ------------------- | ----------------- | ----------------- | ---------------- | ----------------- | ----------------- | ------------- | ------------- |
| 1  | 27.02. | Großbritannien    | Matterley Basin     | Tim Gajser        | Jorge Prado       | Jeremy Seewer    | Tim Gajser        | Jorge Prado       | Tim Gajser    | Honda         |
| 2  | 06.03. | Lombardei         | Mantua              | Tim Gajser        | Maxime Renaux     | Jorge Prado      | Jorge Prado       | Tim Gajser        | Tim Gajser    | Honda         |
| 3  | 20.03. | Argentinien       | Villa La Angostura  | Tim Gajser        | Maxime Renaux     | Jorge Prado      | Maxime Renaux     | Tim Gajser        | Tim Gajser    | Honda         |
| 4  | 03.04. | Portugal          | Águeda              | Jorge Prado       | Tim Gajser        | Brian Bogers     | Jorge Prado       | Tim Gajser        | Tim Gajser    | Honda         |
| 5  | 10.04. | Trentino          | Pietramurata        | Tim Gajser        | Maxime Renaux     | Jorge Prado      | Tim Gajser        | Tim Gajser        | Tim Gajser    | Honda         |
| 6  | 24.04. | Lettland          | Ķegums              | Tim Gajser        | Pauls Jonass      | Rubén Fernández  | Tim Gajser        | Tim Gajser        | Tim Gajser    | Honda         |
| 7  | 01.05. | Italien           | Maggiora            | Tim Gajser        | Jeremy Seewer     | Maxime Renaux    | Tim Gajser        | Tim Gajser        | Tim Gajser    | Honda         |
| 8  | 15.05. | Sardinien         | Riola Sardo         | Calvin Vlaanderen | Jorge Prado       | Glenn Coldenhoff | Calvin Vlaanderen | Calvin Vlaanderen | Tim Gajser    | Honda         |
| 9  | 29.05. | Spanien           | Madrid              | Maxime Renaux     | Glenn Coldenhoff  | Brian Bogers     | Maxime Renaux     | Maxime Renaux     | Tim Gajser    | Honda         |
| 10 | 05.06. | Frankreich        | Ernée               | Jeremy Seewer     | Jorge Prado       | Glenn Coldenhoff | Jeremy Seewer     | Glenn Coldenhoff  | Tim Gajser    | Honda         |
| 11 | 12.06. | Deutschland       | Teutschenthal       | Tim Gajser        | Jeremy Seewer     | Jorge Prado      | Tim Gajser        | Jeremy Seewer     | Tim Gajser    | Honda         |
| 12 | 26.06. | Indonesien        | Semarang            | Tim Gajser        | Jorge Prado       | Rubén Fernández  | Tim Gajser        | Tim Gajser        | Tim Gajser    | Honda         |
| 13 | 17.07. | Tschechien        | Loket               | Jeremy Seewer     | Maxime Renaux     | Tim Gajser       | Jeremy Seewer     | Maxime Renaux     | Tim Gajser    | Honda         |
| 14 | 24.07. | Flandern          | Lommel              | Brian Bogers      | Calvin Vlaanderen | Glenn Coldenhoff | Brian Bogers      | Glenn Coldenhoff  | Tim Gajser    | Yamaha        |
| 15 | 07.08. | Schweden          | Uddevalla           | Jeremy Seewer     | Tim Gajser        | Glenn Coldenhoff | Maxime Renaux     | Jeremy Seewer     | Tim Gajser    | Yamaha        |
| 16 | 14.08. | Finnland          | Iitti               | Glenn Coldenhoff  | Jeremy Seewer     | Maxime Renaux    | Brian Bogers      | Glenn Coldenhoff  | Tim Gajser    | Yamaha        |
| 17 | 21.08. | Charente-Maritime | Saint-Jean-d’Angély | Tim Gajser        | Jeremy Seewer     | Jorge Prado      | Jeremy Seewer     | Tim Gajser        | Tim Gajser    | Yamaha        |
| 18 | 04.09. | Türkei            | Afyonkarahisar      | Tim Gajser        | Jeremy Seewer     | Romain Febvre    | Maxime Renaux     | Romain Febvre     | Tim Gajser    | Yamaha        |

### Fahrerwertung
| Endstand nach 18 Großen Preisen (Top 10) |                   |              |        |
| \| Rang \| Fahrer \| Konstrukteur \| Punkte \| \| ---- \| ----------------- \| ------------ \| ------ \| \| 01. \| Tim Gajser \| Honda \| 763 \| \| 02. \| Jeremy Seewer \| Yamaha \| 657 \| \| 03. \| Jorge Prado \| GasGas \| 589 \| \| 04. \| Maxime Renaux \| Yamaha \| 578 \| \| 05. \| Glenn Coldenhoff \| Yamaha \| 575 \| \| 06. \| Brian Bogers \| Husqvarna \| 428 \| \| 07. \| Calvin Vlaanderen \| Yamaha \| 395 \| \| 08. \| Rubén Fernández \| Honda \| 382 \| \| 09. \| Pauls Jonass \| Husqvarna \| 350 \| \| 10. \| Mitchell Evans \| Honda \| 308 \| |                   |              |        |
| Rang | Fahrer            | Konstrukteur | Punkte |
| 01. | Tim Gajser        | Honda        | 763    |
| 02. | Jeremy Seewer     | Yamaha       | 657    |
| 03. | Jorge Prado       | GasGas       | 589    |
| 04. | Maxime Renaux     | Yamaha       | 578    |
| 05. | Glenn Coldenhoff  | Yamaha       | 575    |
| 06. | Brian Bogers      | Husqvarna    | 428    |
| 07. | Calvin Vlaanderen | Yamaha       | 395    |
| 08. | Rubén Fernández   | Honda        | 382    |
| 09. | Pauls Jonass      | Husqvarna    | 350    |
| 10. | Mitchell Evans    | Honda        | 308    |

### Konstrukteurswertung
| Endstand nach 18 Großen Preisen |              |        |
| \| Rang \| Konstrukteur \| Punkte \| \| ---- \| ------------ \| ------ \| \| 01. \| Yamaha \| 805 \| \| 02. \| Honda \| 770 \| \| 03. \| GasGas \| 625 \| \| 04. \| Husqvarna \| 565 \| \| 05. \| Kawasaki \| 465 \| \| 06. \| KTM \| 276 \| \| 07. \| Beta \| 265 \| \| 08. \| Fantic \| 043 \| \| 09. \| Suzuki \| 010 \| |              |        |
| Rang | Konstrukteur | Punkte |
| 01. | Yamaha       | 805    |
| 02. | Honda        | 770    |
| 03. | GasGas       | 625    |
| 04. | Husqvarna    | 565    |
| 05. | Kawasaki     | 465    |
| 06. | KTM          | 276    |
| 07. | Beta         | 265    |
| 08. | Fantic       | 043    |
| 09. | Suzuki       | 010    |

## MX2

### Rennergebnisse
| #  | Datum  | Grand Prix        | Ort                 | Grand Prix         | Grand Prix    | Grand Prix    | Sieger             | Sieger             | Gesamtführung      | Gesamtführung |
| #  | Datum  | Grand Prix        | Ort                 | Erster Platz       | Zweiter Platz | Dritter Platz | Rennen 1           | Rennen 2           | Fahrer             | Konstrukteur  |
| -- | ------ | ----------------- | ------------------- | ------------------ | ------------- | ------------- | ------------------ | ------------------ | ------------------ | ------------- |
| 1  | 27.02. | Großbritannien    | Matterley Basin     | Simon Längenfelder | Tom Vialle    | Jago Geerts   | Simon Längenfelder | Simon Längenfelder | Simon Längenfelder | GasGas        |
| 2  | 06.03. | Lombardei         | Mantua              | Jago Geerts        | Andrea Adamo  | Kay de Wolf   | Jago Geerts        | Jago Geerts        | Jago Geerts        | Yamaha        |
| 3  | 20.03. | Argentinien       | Villa La Angostura  | Tom Vialle         | Jago Geerts   | Mikkel Haarup | Jago Geerts        | Tom Vialle         | Jago Geerts        | Yamaha        |
| 4  | 03.04. | Portugal          | Águeda              | Tom Vialle         | Mikkel Haarup | Jago Geerts   | Tom Vialle         | Jago Geerts        | Jago Geerts        | Yamaha        |
| 5  | 10.04. | Trentino          | Pietramurata        |                    |               |               |                    |                    |                    |               |
| 6  | 24.04. | Lettland          | Ķegums              |                    |               |               |                    |                    |                    |               |
| 7  | 01.05. | Italien           | Maggiora            |                    |               |               |                    |                    |                    |               |
| 8  | 15.05. | Sardinien         | Riola Sardo         |                    |               |               |                    |                    |                    |               |
| 9  | 29.05. | Spanien           | Madrid              |                    |               |               |                    |                    |                    |               |
| 10 | 05.06. | Frankreich        | Ernée               |                    |               |               |                    |                    |                    |               |
| 11 | 12.06. | Deutschland       | Teutschenthal       |                    |               |               |                    |                    |                    |               |
| 12 | 26.06. | Indonesien        | Semarang            |                    |               |               |                    |                    |                    |               |
| 13 | 03.07. | Jakarta           | Jakarta             |                    |               |               |                    |                    |                    |               |
| 14 | 17.07. | Tschechien        | Loket               |                    |               |               |                    |                    |                    |               |
| 15 | 24.07. | Flandern          | Lommel              |                    |               |               |                    |                    |                    |               |
| 16 | 07.08. | Schweden          | Uddevalla           |                    |               |               |                    |                    |                    |               |
| 17 | 14.08. | Finnland          | Iitti               |                    |               |               |                    |                    |                    |               |
| 18 | 21.08. | Charente-Maritime | Saint-Jean-d’Angély |                    |               |               |                    |                    |                    |               |
| 19 | 04.09. | Türkei            | Afyonkarahisar      |                    |               |               |                    |                    |                    |               |
| 20 | 10.09. | Oman              | Al-Musannah         |                    |               |               |                    |                    |                    |               |

### Fahrerwertung
| Zwischenstand nach vier von 20 Großen Preisen (Top 10) |                    |              |        |
| \| Rang \| Fahrer \| Konstrukteur \| Punkte \| \| ---- \| ------------------ \| ------------ \| ------ \| \| 01. \| Jago Geerts \| Yamaha \| 174 \| \| 02. \| Tom Vialle \| KTM \| 158 \| \| 03. \| Mikkel Haarup \| Kawasaki \| 132 \| \| 04. \| Simon Längenfelder \| GasGas \| 130 \| \| 05. \| Andrea Adamo \| GasGas \| 115 \| \| 06. \| Kay de Wolf \| Husqvarna \| 113 \| \| 07. \| Kevin Horgmo \| Kawasaki \| 111 \| \| 08. \| Mattia Guadagnini \| GasGas \| 106 \| \| 09. \| Stephen Rubini \| Honda \| 092 \| \| 10. \| Conrad Mewse \| KTM \| 090 \| |                    |              |        |
| Rang | Fahrer             | Konstrukteur | Punkte |
| 01. | Jago Geerts        | Yamaha       | 174    |
| 02. | Tom Vialle         | KTM          | 158    |
| 03. | Mikkel Haarup      | Kawasaki     | 132    |
| 04. | Simon Längenfelder | GasGas       | 130    |
| 05. | Andrea Adamo       | GasGas       | 115    |
| 06. | Kay de Wolf        | Husqvarna    | 113    |
| 07. | Kevin Horgmo       | Kawasaki     | 111    |
| 08. | Mattia Guadagnini  | GasGas       | 106    |
| 09. | Stephen Rubini     | Honda        | 092    |
| 10. | Conrad Mewse       | KTM          | 090    |

### Konstrukteurswertung
| Zwischenstand nach vier von 20 Großen Preisen |              |        |
| \| Rang \| Konstrukteur \| Punkte \| \| ---- \| ------------ \| ------ \| \| 01. \| Yamaha \| 176 \| \| 02. \| KTM \| 174 \| \| 03. \| GasGas \| 160 \| \| 04. \| Kawasaki \| 137 \| \| 05. \| Husqvarna \| 127 \| \| 06. \| Honda \| 106 \| |              |        |
| Rang | Konstrukteur | Punkte |
| 01. | Yamaha       | 176    |
| 02. | KTM          | 174    |
| 03. | GasGas       | 160    |
| 04. | Kawasaki     | 137    |
| 05. | Husqvarna    | 127    |
| 06. | Honda        | 106    |

## Galerie

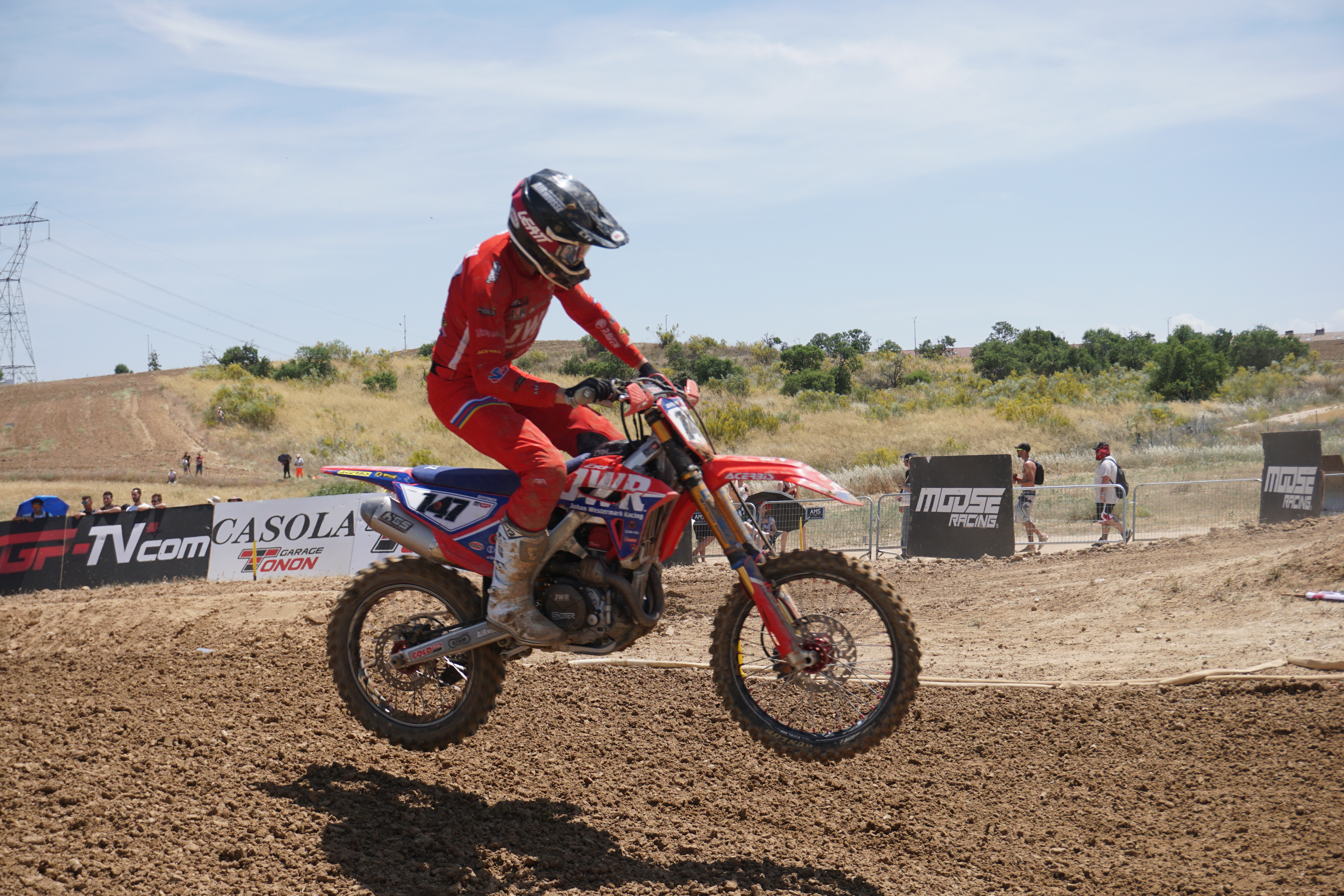
Miro Sihvonen
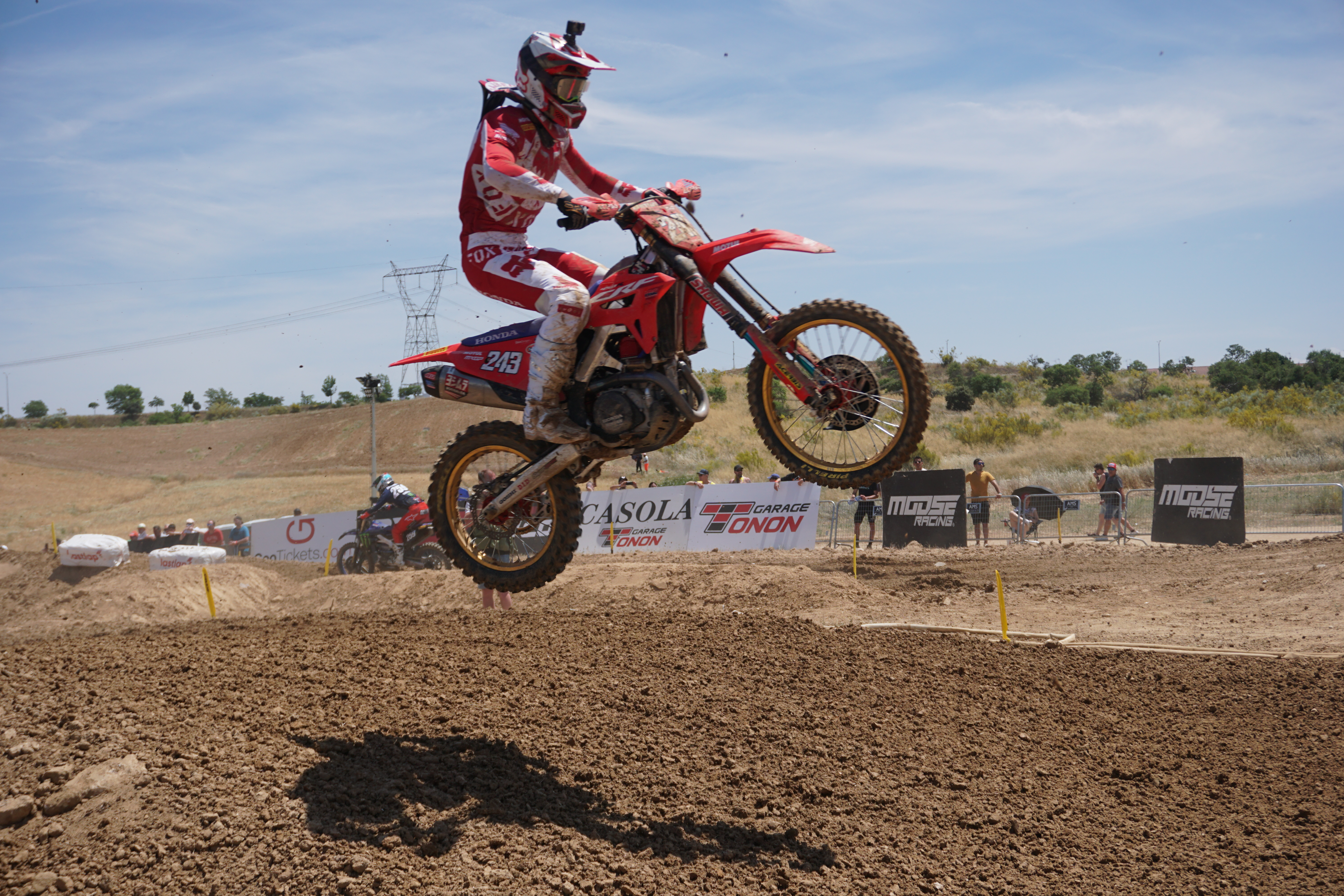
Tim Gajser
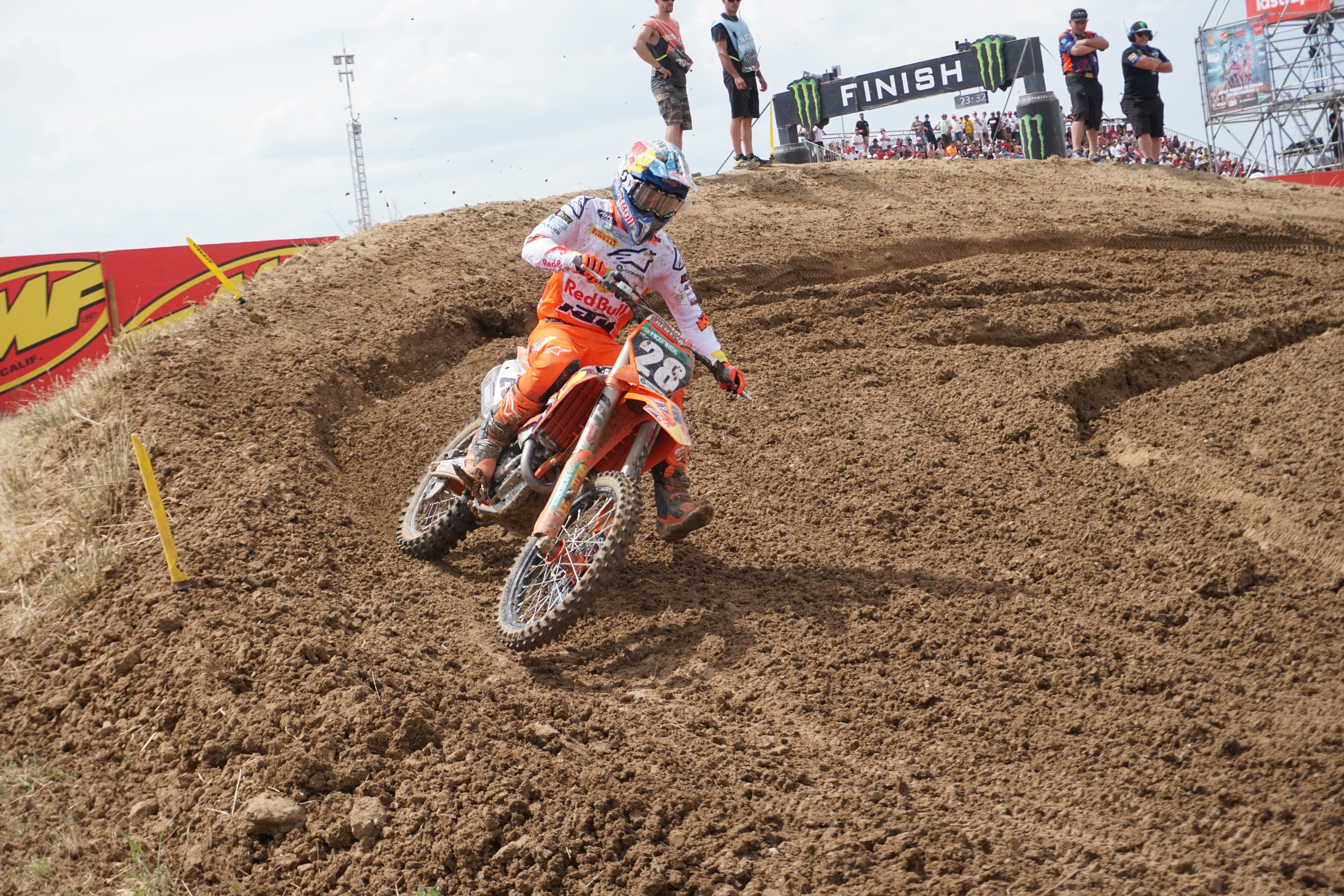
Tom Vialle
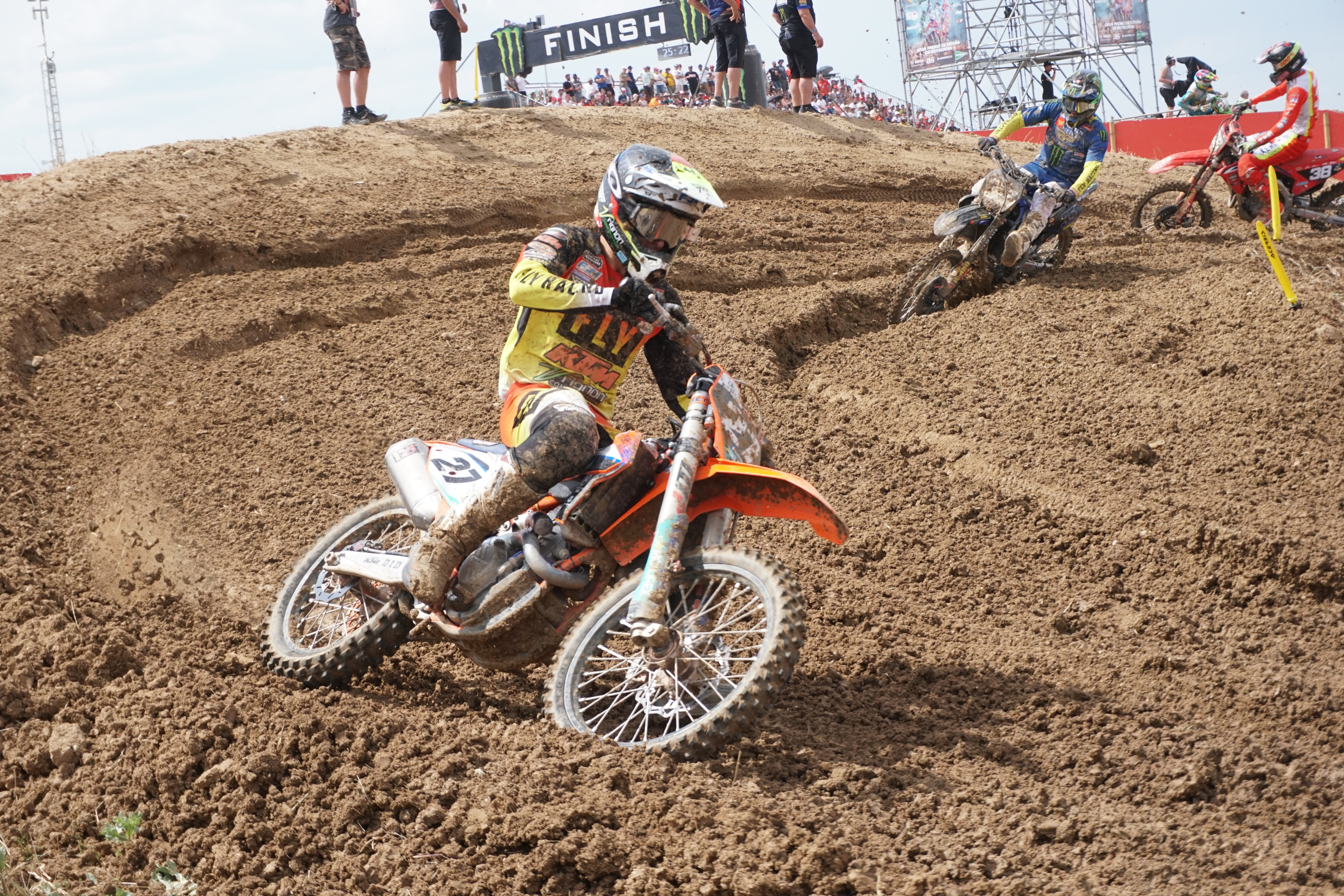
Tom Guyon
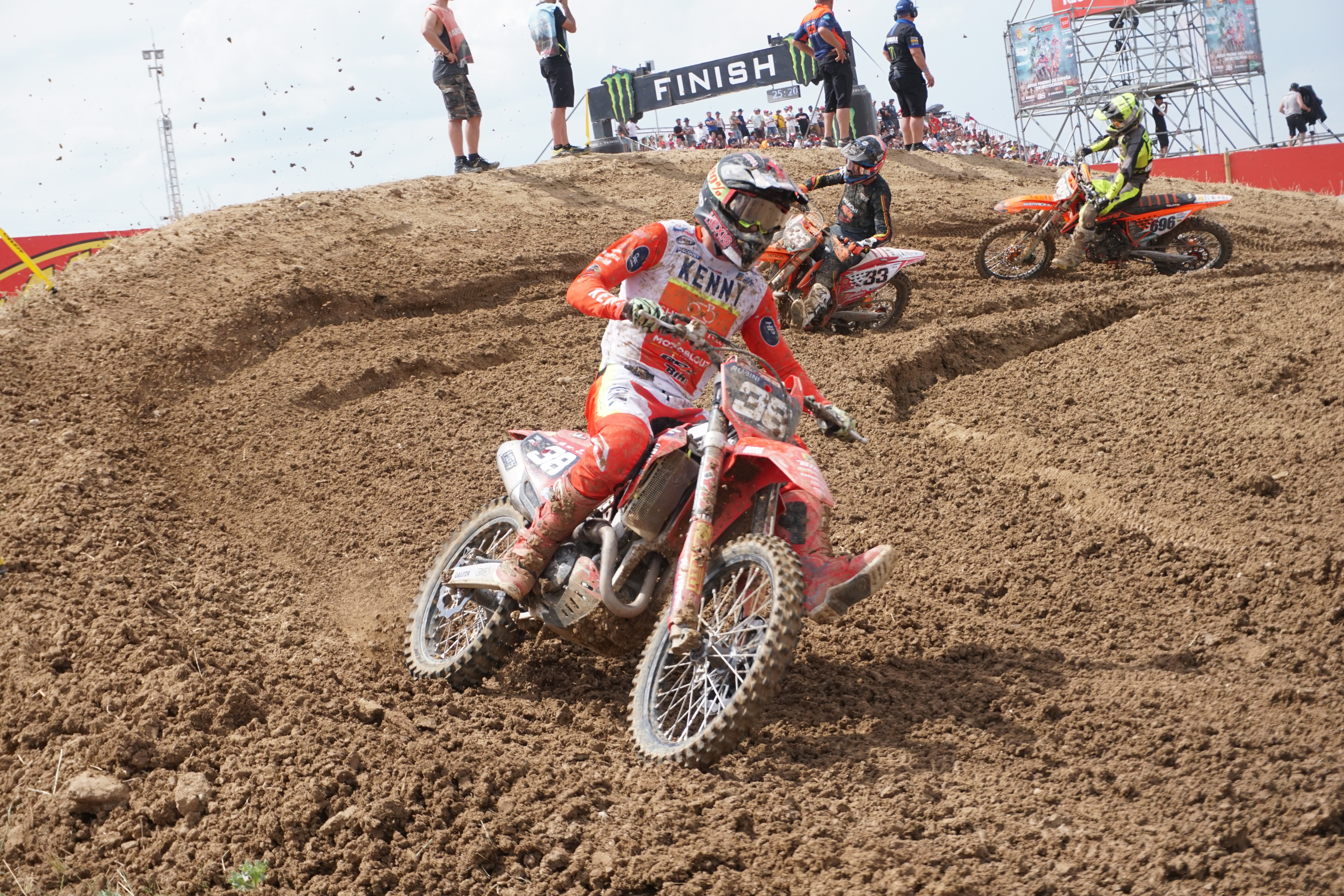
Stephen Rubini
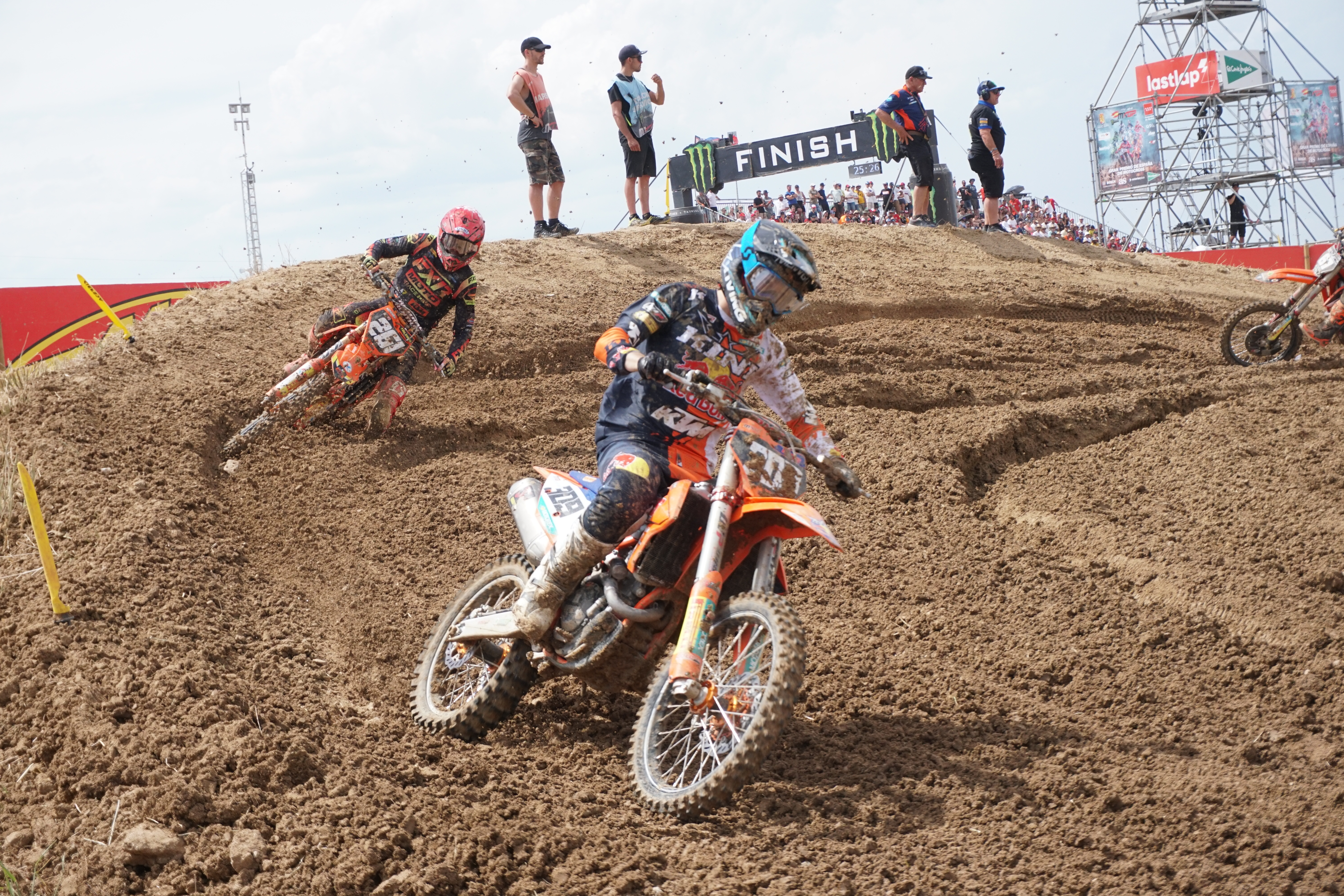
Guillem Farres
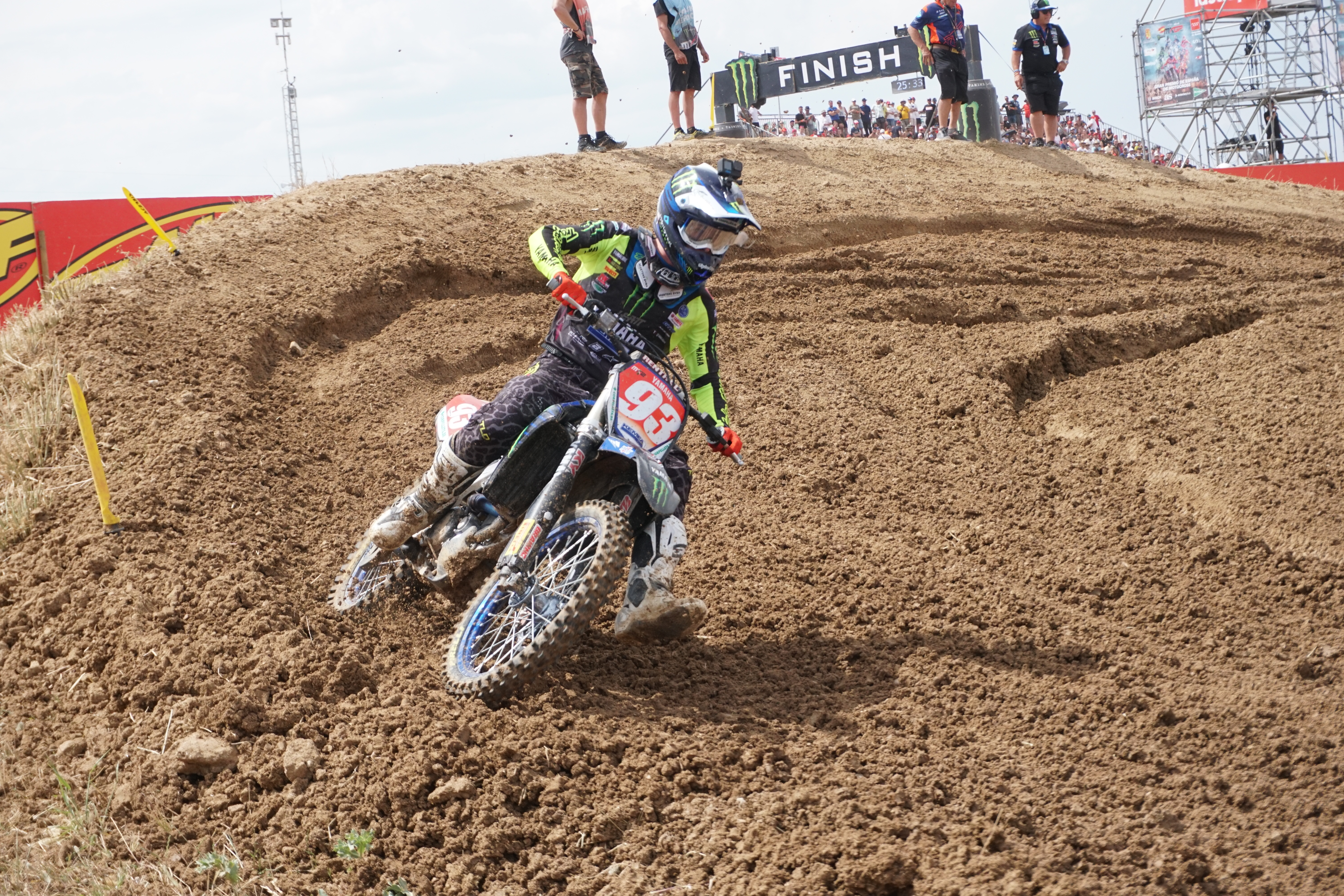
Jago Geerts
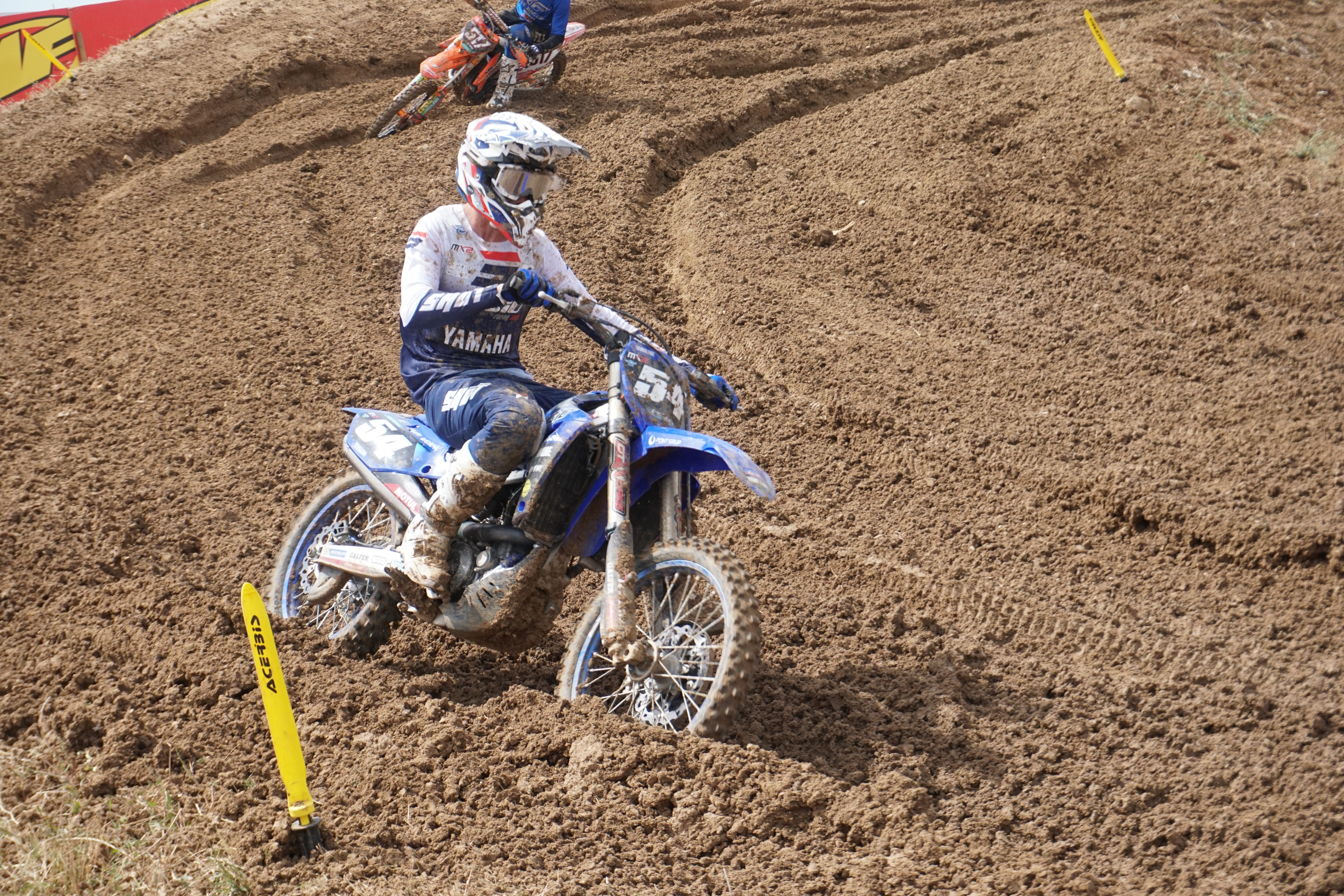
Eric Tomás